# Luciano Biondini

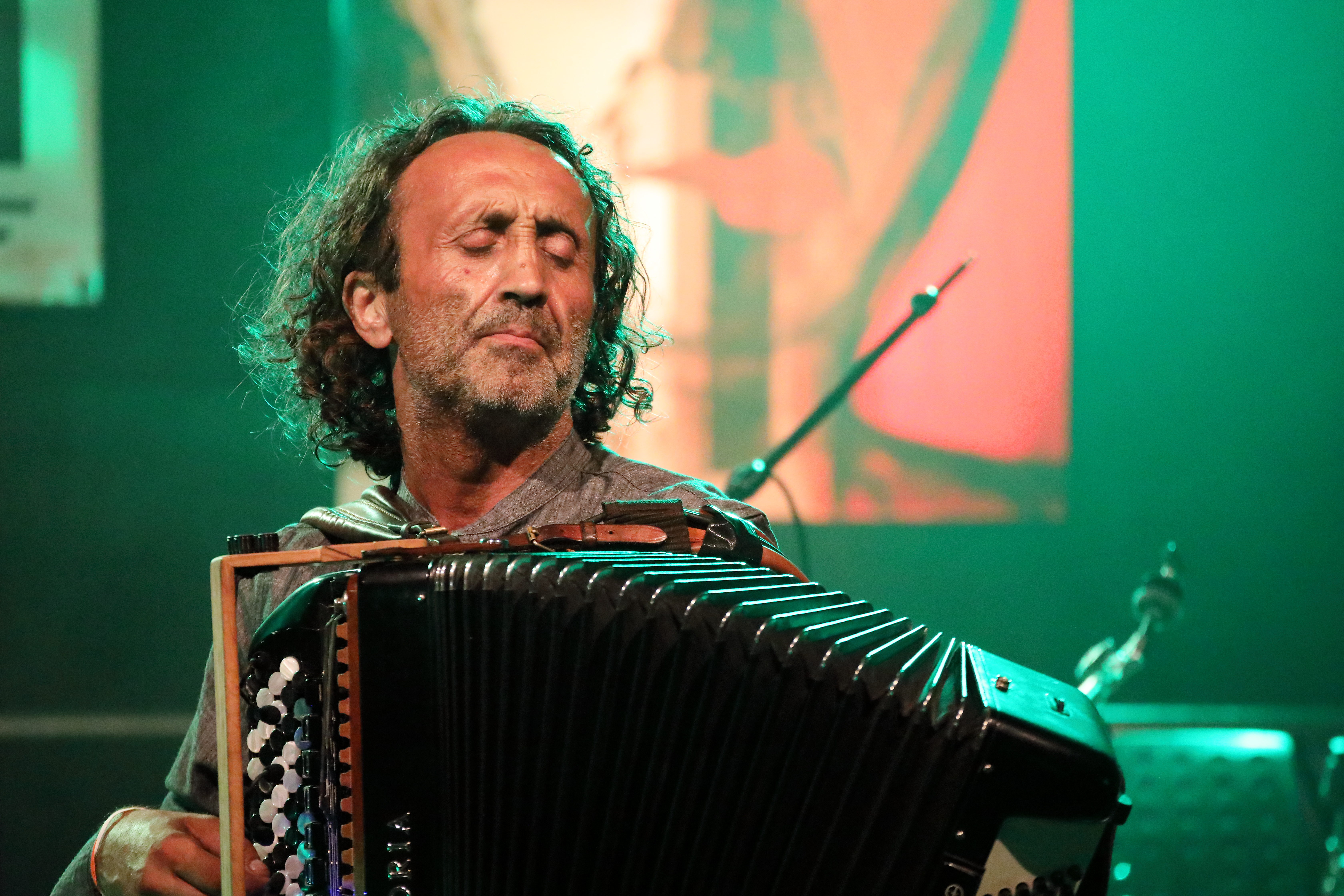
Luciano Biondini auf dem INNtöne Jazzfestival 2020

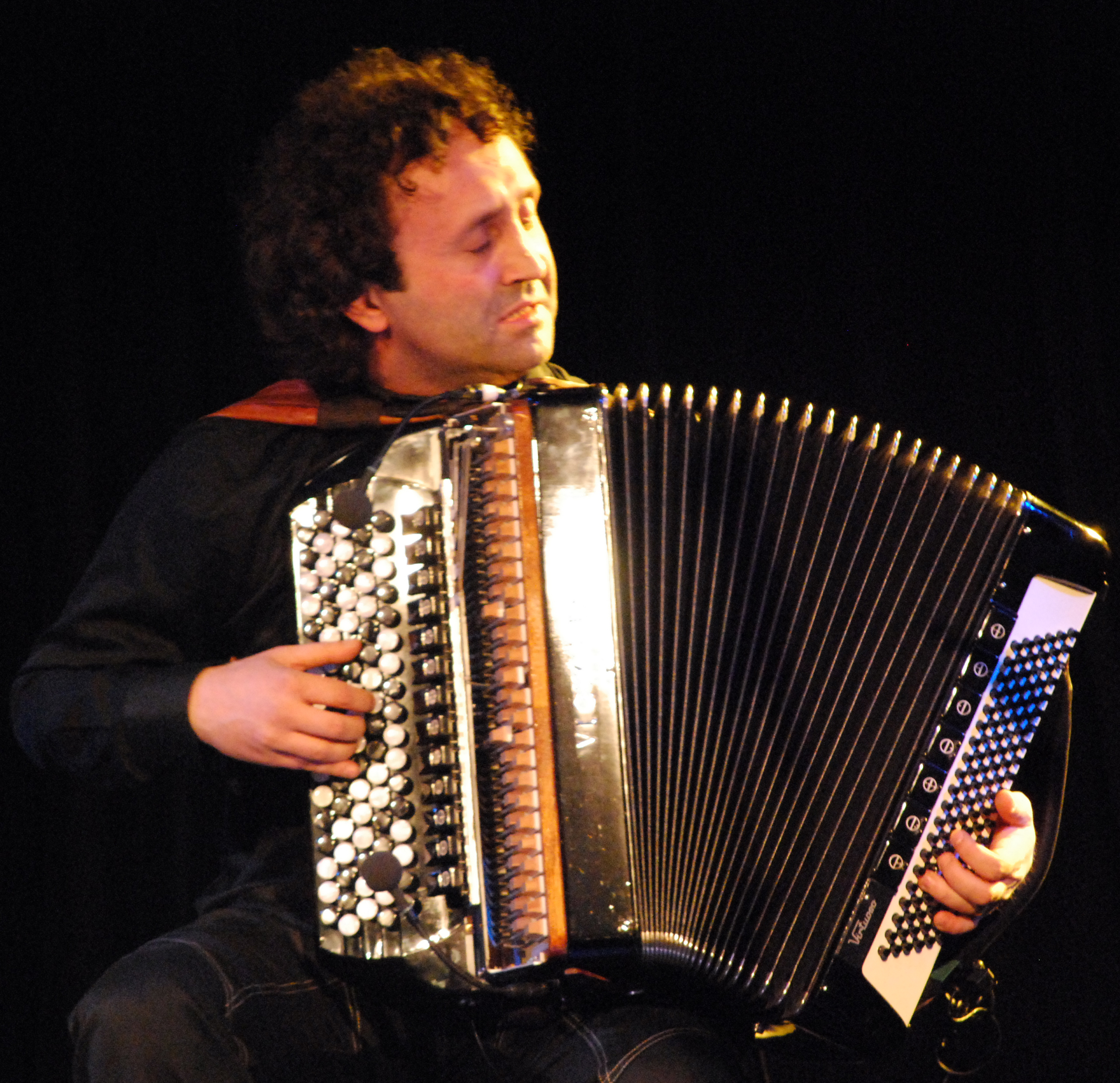
Luciano Biondini bei einem Konzert mit Michel Godard und Ernst Reijseger im Treibhaus Innsbruck 2009

Luciano Biondini (* 1971 in Spoleto) ist ein italienischer Jazz-Akkordeonist.

## Leben und Wirken
Biondini studierte ab dem zehnten Lebensjahr klassisches Akkordeon und erhielt zahlreiche internationale Auszeichnungen wie die Trophée Mondial de l'Accordéon, den Premio Internazionale di Castelfidardo, den Premio „Luciano Fancelli“ und den Premio Internazionale di Recanati.
1994 wandte er sich der Jazzmusik zu und trat mit Musikern wie Rabih Abou-Khalil, Dave Bargeron, Michel Godard, Lucas Niggli, Battista Lena, Gabriele Mirabassi, Enrico Rava, Tony Scott, Mike Turk, Ares Tavolazzi, Roberto Ottaviano, Maarten van der Grinten, Martin Classen, Enzo Pietropaoli und Caity Gyorgy auf. Regelmäßig arbeitet er im Duo mit dem argentinischen Saxophonisten und Klarinettisten Javier Girotto. Gemeinsam mit Godard und Roberto Dani gehört er zudem zum European Quartet von Samo Šalamon.

## Diskographische Hinweise
- Terra Madre mit Javier Girotto (2005)
- Prima del Cuore (2007)
- Pierluigi Balducci Small Ensemble: Leggero (Dodicilune 2006)
- Rabih Abou-Khalil em português mit Abou-Khalil, Godard, Jarrod Cagwin, Ricardo Ribeiro, Walter Quintus
- Pierluigi Balducci: Stupor Mundi (Dodicilune 2009)
- Luciano Biondini/Michel Godard/Lucas Niggli: Mavi (Intakt Records, 2013)
- La Strada Invisible mit Rita Marcotulli, ACT 2014